# Tren (Hemans)
Tren (ang. Dirge) – wiersz angielskiej poetki romantycznej Felicii Hemans.

## Charakterystyka ogólna
Omawiany utwór jest krótki i składa się z tylko dwóch strof czterowersowych. 
Calm on the bosom of thy God,
Fair spirit, rest thee now!
E'en while with ours thy footsteps trod,
His seal was on thy brow.
Dust, to its narrow house beneath!
Soul, to its place on high!
They that have seen thy look in death
No more may fear to die.

## Forma
Wiersz zbudowany jest ze zwrotek czterowersowych, rymowanych abab cdcd. Został napisany  wierszem jambicznym. Wersy nieparzyste są czterostopowe (sSsSsSsS), a wersy parzyste trójstopowe (sSsSsS).

## Treść
Wiersz jest wypowiedzią skierowaną do zmarłego, być może dziecka, wyrażającą wiarę w Boską Opatrzność, towarzyszącą niewzruszenie ludziom podczas pobytu na ziemi i zbawienie duszy za sprawą Bożego miłosierdzia. Podmiot liryczny, który można utożsamiać z poetką, dodaje też, że obraz umierania bohatera lub bohaterki wiersza napełnił obserwujących je ludzi nie strachem i zwątpieniem, ale odwagą i nadzieją.

## Przekład
Przekład analizowanego wiersza można odnaleźć w Internecie. Recytacje utworu są zamieszczone w serwisie YouTube.